# Palo Pinto County
Das Palo Pinto County ist ein County im Bundesstaat Texas der Vereinigten Staaten. Das U.S. Census Bureau hat bei der Volkszählung 2020 eine Einwohnerzahl von 28.409 ermittelt. Der Sitz der County-Verwaltung (County Seat) befindet sich in Palo Pinto.

## Geographie
Das County liegt etwa 100 km nordöstlich des geographischen Zentrums von Texas und hat eine Fläche von 2552 Quadratkilometern, wovon 84 Quadratkilometer Wasserfläche sind. Es grenzt im Uhrzeigersinn an folgende Countys: Jack County, Parker County, Hood County, Erath County, Stephens County und Young County.

## Geschichte
Palo Pinto County wurde am 27. August 1856 aus Teilen des Bosque County und Navarro County gebildet. Die Verwaltungsorganisation wurde am 13. Mai des folgenden Jahres abgeschlossen. Benannt wurde es nach dem Palo Pinto Creek, dessen spanische Bezeichnung Palo Pinto „bemalter Stock“ bedeutet. Dies könnte auf die Mesquitebäume an diesem Bach referieren, die bei Bewuchs mit Moos einen derartigen Eindruck hinterlassen.

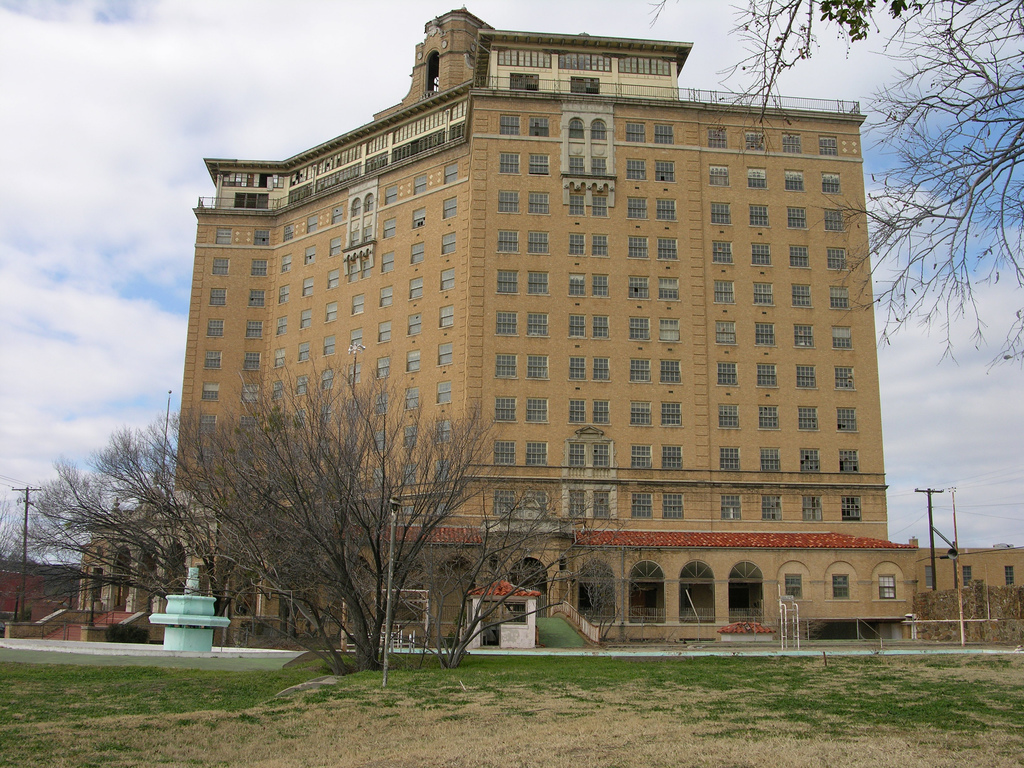
Baker Hotel (2007)

Neun Bauwerke und Bezirke im County sind im National Register of Historic Places („Nationales Verzeichnis historischer Orte“; NRHP) eingetragen (Stand 30. November 2021), darunter das Baker Hotel, das Palo Pinto County Courthouse und das Palo Pinto County Jail.

## Demografische Daten

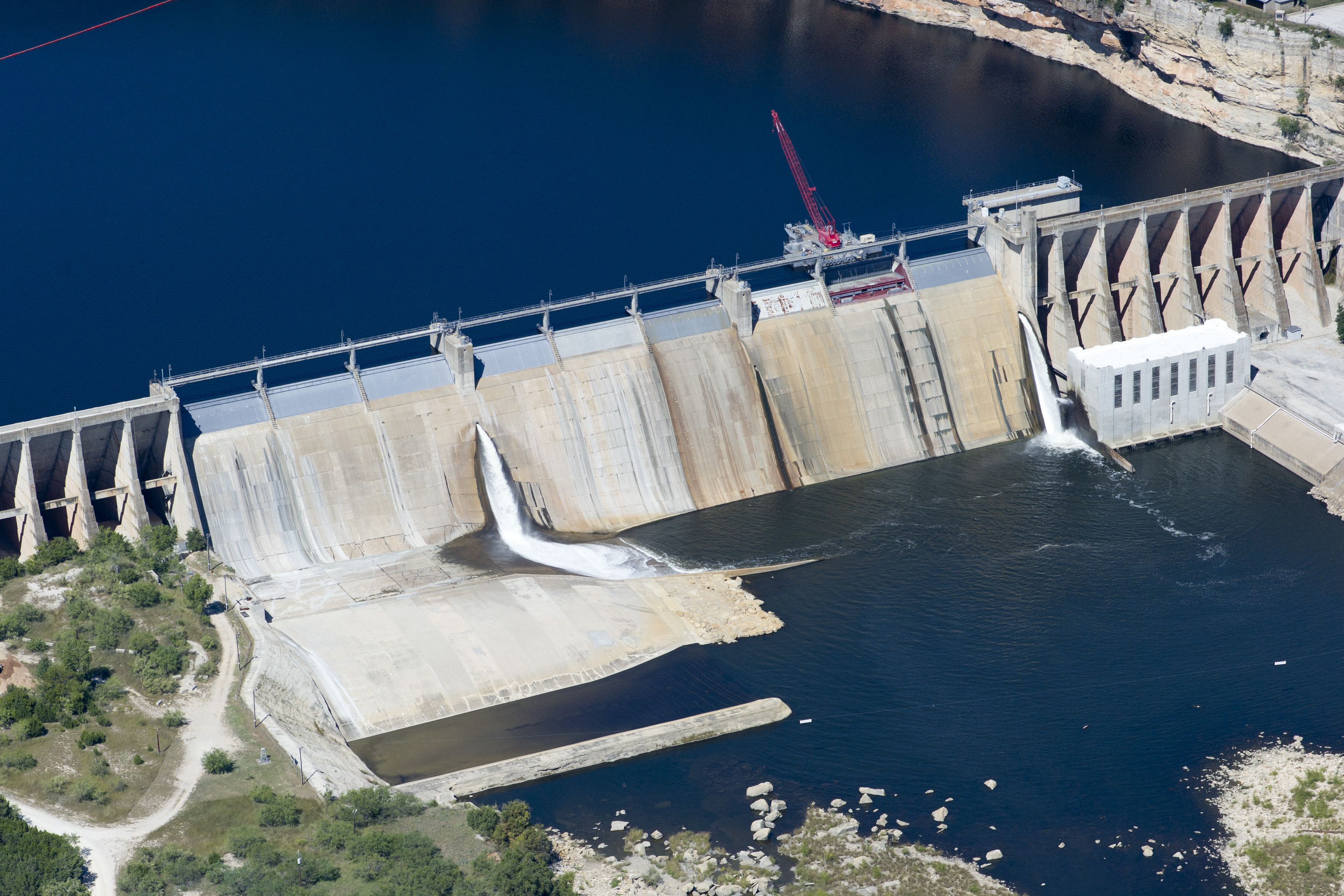
Der Morris Sheppard Dam am Possum Kingdom Lake

Nach der Volkszählung im Jahr 2000 lebten im Palo Pinto County 27.026 Menschen in 10.594 Haushalten und 7.447 Familien. Die Bevölkerungsdichte betrug 11 Einwohner pro Quadratkilometer. Ethnisch betrachtet setzte sich die Bevölkerung zusammen aus 88,19 Prozent Weißen, 2,32 Prozent Afroamerikanern, 0,67 Prozent amerikanischen Ureinwohnern, 0,53 Prozent Asiaten, 0,03 Prozent Bewohnern aus dem pazifischen Inselraum und 6,56 Prozent aus anderen ethnischen Gruppen; 1,71 Prozent stammten von zwei oder mehr Ethnien ab. 13,57 Prozent der Einwohner waren spanischer oder lateinamerikanischer Abstammung.
Von den 10.594 Haushalten hatten 30,4 Prozent Kinder oder Jugendliche, die mit ihnen zusammen lebten. 55,6 Prozent waren verheiratete, zusammenlebende Paare 10,4 Prozent waren allein erziehende Mütter und 29,7 Prozent waren keine Familien. 26,2 Prozent waren Singlehaushalte und in 12,9 Prozent lebten Menschen im Alter von 65 Jahren oder darüber. Die durchschnittliche Haushaltsgröße betrug 2,52 und die durchschnittliche Familiengröße betrug 3,02 Personen.
26,0 Prozent der Bevölkerung war unter 18 Jahre alt, 8,2 Prozent zwischen 18 und 24, 25,9 Prozent zwischen 25 und 44, 23,6 Prozent zwischen 45 und 64 und 16,4 Prozent waren 65 Jahre alt oder älter. Das Durchschnittsalter betrug 38 Jahre. Auf 100 weibliche Personen kamen 96,7 männliche Personen und auf 100 Frauen im Alter von 18 Jahren oder darüber kamen 92,3 Männer.
Das jährliche Durchschnittseinkommen eines Haushalts betrug 31.203 USD, das Durchschnittseinkommen einer Familie betrug 36.977 USD. Männer hatten ein Durchschnittseinkommen von 28.526 USD, Frauen 18.834 USD. Das Prokopfeinkommen betrug 15.454 USD. 12,3 Prozent der Familien und 15,9 Prozent der Einwohner lebten unterhalb der Armutsgrenze.

## Orte im County
- Brad
- Brazos
- Gordon
- Graford
- Lone Camp
- Metcalf Gap
- Mineral Wells
- Mingus
- New Salem
- Oran
- Palo Pinto
- Peadenville
- Salesville
- Santo
- Strawn
- Sturdivant